# Kazimierz Burczak
Kazimierz Franciszek Burczak (ur. 13 marca 1895 we Lwowie, zm. w kwietniu 1940 w Charkowie) – pułkownik dyplomowany piechoty Wojska Polskiego, działacz niepodległościowy, kawaler Orderu Virtuti Militari, ofiara zbrodni katyńskiej.

## Życiorys
Syn Antoniego i Bronisławy z Jędrychów, urodzony 13 marca 1895 we Lwowie. Ukończył sześć klas gimnazjum we Lwowie i jeden rok Wyższej Szkoły Leśnej w Hranicach. W latach szkolnych działał w tajnym skautingu i w „Zarzewiu”, a także należał do organizacji strzeleckich.
Po wybuchu I wojny światowej, 6 sierpnia 1914 wstąpił do Legionów Polskich. Walczył w 1 pułku piechoty Legionów Polskich. 25 maja 1915 w bitwie pod Konarami został ciężko ranny. 4 czerwca 1916 wyróżnił się w walkach nad Styrem. W 1917 skończył szkołę oficerską przy 1 pułku piechoty w Zambrowie. Po kryzysie przysięgowym został wcielony do armii austriackiej w stopniu plutonowego i został wysłany na front włoski 30 września 1917, gdzie został ranny po raz drugi. W czerwcu 1918 zdezerterował z wojska austriackiego, wrócił do kraju i podjął działalność konspiracyjną w Okręgu VIII (lubelski) Polskiej Organizacji Wojskowej, gdzie od 30 lipca do 1 listopada 1918 pełnił funkcję komendanta podobwodu lubelskiego.

W listopadzie 1918 został przyjęty do Wojska Polskiego. W stopniu podporucznika został przydzielony jako dowódca plutonu do 1 kompanii batalionu zapasowego 5 pułku piechoty Legionów. Następnie od lutego do września 1919 dowódca 3 kompanii batalionu zapasowego 1 pułku piechoty Legionów, później delegowany do szkoły aplikacyjnej oficerów piechoty, zaś od 26 grudnia 1919 do 12 marca 1920 ponownie dowódca 3 kompanii batalionu zapasowego w 1 pułku piechoty Legionów. 13 marca 1920 został awansowany do stopnia porucznika i został dowódcą 10 kompanii w 1 pułku piechoty Legionów. W tej funkcji odbył szlak bojowy w czasie wojny z bolszewikami. Wyróżnił się wówczas m.in. w walkach pod Białymstokiem (m.in. wziął do niewoli ok. 1000 jeńców i 24 karabiny maszynowe). 16 lutego 1921 został uhonorowany Krzyżem Srebrnym Orderu Wojskowego Virtuti Militari. We wniosku o nadanie tego odznaczenia przełożony, kpt. Wąsik, napisał:

22 VIII 1920 r. kilka dywizji bolszewickich usiłowało przebić się przez słabe liczebnie oddziały 1 Pułku Piechoty Leg. Por. Burczak, mając do dyspozycji tylko trzydziestu kilku żołnierzy, nie tylko że nie dozwolił nieprzyjacielowi opanować odcinka wyznaczonego por. Burczakowi do obrony, ale sam, przechodząc kilkakrotnie do kontrataku, rozbijał przeważające siły wroga. W ulicy Angielskiej został zupełnie otoczony. Bez wahania uderza na masy bolszewickie, bierze 2 kaemy, około 100 jeńców. Bezpośrednio potem, otoczony nowymi watahami napływającymi od strony zachodniej, rzuca się w kierunku dworca, przebija się dwa razy, biorąc za każdym razem jeńców i kaemy. Kiedy po raz czwarty nieprzyjaciel zamknął mu drogę, porywa padających ze zmęczenia żołnierzy swoich i atakiem na bagnety przerywa otaczający go pierścień, biorąc kilkunastu jeńców i kaemy. Ogółem wziął około 1000 jeńców i 24 kaemy. Przez cały czas walki sam z karabinem w ręku szedł przed swym oddziałem. Dzięki swej brawurze i przytomności umysłu przyczynił się do ostatecznego rozgromienia wroga.

Po zakończeniu wojny nadal pełnił służbę w 1 pułku piechoty Legionów. 3 maja 1922 został zweryfikowany w stopniu kapitana ze starszeństwem od 1 czerwca 1919 i 843. lokatą w korpusie oficerów piechoty. W latach 1922–1923 pełnił obowiązki dowódcy III batalionu. 1 grudnia 1924 został mianowany majorem ze starszeństwem z dniem 15 sierpnia 1924 roku i 228. lokatą w korpusie oficerów piechoty. Po awansie został zatwierdzony na stanowisku dowódcy III baonu. W 1926 czasie przewrotu majowego opowiedział się po stronie marszałka Józefa Piłsudskiego. W roku szkolnym 1927/1928 dowodził I batalionem Szkoły Podchorążych Piechoty w Ostrowi Mazowieckiej.
W okresie od 2 listopada 1928 do 1 listopada 1930 był hospitantem Kursu Normalnego Wyższej Szkoły Wojennej w Warszawie. Po ukończeniu studiów i uzyskaniu dyplomu naukowego oficera dyplomowanego został przeniesiony do macierzystego 1 pułku piechoty Legionów, na stanowisko dowódcy batalionu. 2 grudnia 1930 prezydent RP nadał mu stopień podpułkownika z dniem 1 stycznia 1931 i 30. lokatą w korpusie oficerów piechoty. W następnym roku pełnił już obowiązki zastępcy dowódcy pułku. Podpułkownik ze starszeństwem z dniem 1 stycznia 1931 w korpusie oficerów piechoty. W 1932 objął stanowisko dyrektora nauk Centrum Wyszkolenia Piechoty w Rembertowie. W lutym 1935 został wyznaczony na stanowisko dowódcy 1 Morskiego Batalionu Strzelców w Wejherowie. W listopadzie 1935 został dowódcą 1 pułku piechoty Legionów. Na pułkownika awansował ze starszeństwem z 19 marca 1938 i 31. lokatą.
Po wybuchy II wojny światowej, w czasie kampanii wrześniowej, walczył na czele 1 pułku piechoty, wchodzącego w skład Grupy Operacyjnej „Wyszków”. 14 września 1939 został ranny pod Trzcińcem, a po agresji ZSRR na Polskę – w trakcie pobytu w szpitalu w Zaleszczykach – dostał się do niewoli sowieckiej. Został osadzony w obozie jenieckim w Starobielsku, skąd jesienią 1939 wysłał jedyny list do żony Zofii, przekazany przez ich dzieci do zbiorów Muzeum Katyńskiego – wśród innych archiwaliów i fotografii. Wiosną 1940 został zamordowany przez funkcjonariuszy NKWD w Charkowie i pochowany w bezimiennej mogile zbiorowej w Piatichatkach, gdzie od 17 czerwca 2000 mieści się oficjalnie Cmentarz Ofiar Totalitaryzmu w Charkowie.
Postanowieniem nr 112-48-07 Prezydenta RP Lecha Kaczyńskiego z 5 października 2007 został awansowany pośmiertnie na stopień generała brygady. Awans został ogłoszony 9 listopada 2007 w Warszawie, w trakcie uroczystości „Katyń Pamiętamy – Uczcijmy Pamięć Bohaterów”.

### Życie prywatne
W 1933 ożenił się z Zofią Józefą z Andruszewskich, z którą miał syna Zbigniewa (ur. 15 września 1934) i córkę Marzennę (ur. 19 sierpnia 1939). Wiosną 1940 Zofia wraz dziećmi – w obliczu represji władz sowieckich wobec rodzin oficerów Wojska Polskiego, a także możliwej deportacji, opuściła Wileńszczyznę i wyjechała do Generalnego Gubernatorstwa. Początkowo przebywali w Olsztynku, a po kilku miesiącach przedostali się do okupowanego Krakowa, jednak wobec wzmagającego się terroru niemieckiego wobec ludności polskiej, ostatecznie schronienie znaleźli u rodziny pod Tarnowem.

## Upamiętnienie
Wiosną 2009, w ramach akcji „Katyń... pamiętamy” / „Katyń... Ocalić od zapomnienia” w Lutomiersku, na terenie należącym do klasztoru oo. Salezjanów, ustawiono tablice z nazwiskami zamordowanych oficerów oraz zasadzono pięć Dębów Pamięci, z których jeden honoruje Kazimierza Burczaka.

## Ordery i odznaczenia
- Krzyż Złoty Orderu Wojennego Virtuti Militari nr 197[5] – pośmiertnie[6], za kampanię wrześniową 1939
- Krzyż Srebrny Orderu Wojskowego Virtuti Militari nr 782[31][8] – 16 lutego 1921[7]
- Krzyż Niepodległości – 24 października 1931 „za pracę w dziele odzyskania niepodległości”[32]
- Krzyż Kawalerski Orderu Odrodzenia Polski – 11 listopada 1934 „za zasługi w służbie wojskowej”[33][34]
- Krzyż Walecznych czterokrotnie[18]
- Złoty Krzyż Zasługi – 10 listopada 1928[35]
- Medal Pamiątkowy za Wojnę 1918–1921[3]
- Medal Dziesięciolecia Odzyskanej Niepodległości[3]
- Odznaka „Za wierną służbę”[36]